# N'Torosso
N'Torosso è un comune rurale del Mali facente parte del circondario di San, nella regione di Ségou.
Il comune è composto da 15 nuclei abitati:
- N'Torosso Bolokalasso (centro principale)
- N'Torosso Dlesso
- N'Torosso Ngolobougou
- N'Torosso Sebanso
- N'Torosso Sobala
- N'Torosso Sokourani
- Nangoyo
- Sanso
- Samakélé Bogoro
- Samakélé Kawesso
- Samakélé Nouasso
- Samakélé Sobala
- Samakélé Tietieni
- Samakélé Tonfonso
- Samakélé Wotomobougou